# Stefan Strelcyn
Stefan Strelcyn (ur. 28 czerwca 1918 w Warszawie, zm. 19 maja 1981 w Manchesterze) – polski historyk, etiopista, profesor Uniwersytetu Warszawskiego i innych uczelni.

## Życiorys
W 1938 roku wyjechał z Polski do Belgii. Tam studiował filologię orientalną i archeologię na Uniwersytecie w Brukseli, etiopistykę na Sorbonie. Był uczniem Marcela Cohena. W 1950 roku został wydalony z Francji do Polski. W 1954 roku został profesorem zwyczajnym w Katedrze Semitystyki UW. Jego kolekcja manuskryptów w języku gyyz była jedną z pierwszych w Polsce. Opublikował pierwsze polskie opracowanie gramatyki języka gyyz i gramatykę porównawczą języków semickich Etiopii. Przyczynił się do rozwoju kontaktów handlowych, dyplomatycznych i akademickich pomiędzy Polską a Cesarstwem Etiopii. W 1967 roku został uhonorowany nagrodą Fundacji Cesarza Haile Sellasie i za osiągnięcia naukowe w dziedzinie etiopistyki i za założenie w Warszawie jednego z wiodących centrów tej dziedziny naukowej na świecie. Nagroda została wręczona osobiście przez cesarza. W 1969 roku Strelcyn opuścił Polskę. Najpierw pracował w School of Oriental and African Studies w Londynie, później zaś został profesorem w University of Manchester. Był członkiem Akademii Brytyjskiej. Był pierwszym redaktorem pisma „Africana Bulletin”.

## Wybrane publikacje
- Sur une priere 'Falacha' publiée par C. Conti Rossini : dans les ’Appunti di storia e letteratura Falascia’, Roma: Piox 1950.
- Un magicien grec en Éthiopie, Paris: Imprimerie nationale 1951.
- Catalogue des manuscrits éthiopiens (Collection Griaule), Paris: Bibliothèque nationale 1954.
- (współautor: Franciszek Kupfer), Mickiewicz w przekładach hebrajskich, Wrocław: Zakład im. Ossolińskich - Wydawnictwo Polskiej Akademii Nauk 1955.
- Prières magiques éthiopiennes pour délier les charmes (maftəḥe šərāy), Warsaw: PWN 1955.
- La literature religieuse Falacha (état de la question), Bologna: N. Zanichelli 1956.
- Kebra nagast, czyli Chwała królów Abisynii: fragmenty, z jęz. abisyńskiego przeł. oraz wstępem zaopatrzył Stefan Strelcyn, Warszawa: Państwowe Wydawnictwo Naukowe 1957.
- Katalog rękopisów orientalnych ze zbiorów polskich, t. 1-5, red. Stefan Strelcyn przy współudz. Mariana Lewickiego i Ananiasza Zajączkowskiego, Warszawa: Państwowe Wydawnictwo Naukowe 1958-1967.
- Szkice z dziejów polskiej orientalistyki, pod red. Stefana Strelcyna, Warszawa: Państwowe Wydawnictwo Naukowe 1957.
- Mission scientifique en Ethiopie, Roma: A. Signorelli 1959.
- Problemy afrykanistyki: wybór materiałów z Pierwszego Międzynarodowego Kongresu Afrykanistów, Akra grudzień 1962, red. Stefan Strelcyn, Warszawa: Państwowe Wydawnictwo Naukowe 1963.
- Médecine et plantes d'Éthiopie: les traités médicaux éthiopiens, Warszawa: Państwowe Wydawnictwo Naukowe 1968.
- Médecine et plantes d'Éthiopie, Napoli: Istituto Universitario orientale 1973.

## Odznaczenia
- Złoty Krzyż Zasługi (1951)[1]
- Medal 10-lecia Polski Ludowej (1955)[2]